# Noyelles-sous-Bellonne
Noyelles-sous-Bellonne é uma comuna francesa na região administrativa de Altos da França, no departamento de Pas-de-Calais. Estende-se por uma área de 4,21 km². Em 2010 a comuna tinha 838 habitantes (densidade: 199 hab./km²).